# Заречная (Байкаловский район)
Заречная — деревня в Байкаловском районе Свердловской области. Входит в состав Байкаловского сельского поселения. Управляется Ляпуновской сельской администрацией.

## География
Населённый пункт расположен на левом берегу реки Иленка в 24 километрах на запад от села Байкалово — административного центра района.

### Часовой пояс
Заречная, как и вся Свердловская область, находится в часовой зоне МСК+2. Смещение применяемого времени относительно UTC составляет +5:00.

## История
В 1961 году указом Президиума Верховного Совета РСФСР деревня Дрянная переименована в Заречную.

## Население
| 2002 | 2010 | 2021 |
| ---- | ---- | ---- |
| 7    | ↗12  | ↘6   |

## Инфраструктура
В деревне расположена всего одна улица (Центральная).